# Murmure vésiculaire
Le murmure vésiculaire est le bruit respiratoire que l’on perçoit à l’auscultation pulmonaire normale. Il s'agit d'un bruit lisse et sourd qui résulte de turbulences lors du déplacement de l'air dans les alvéoles pulmonaires pendant l'inspiration et l'expiration.
Il correspond au son trachéal atténué et filtré par le parenchyme pulmonaire au niveau des vésicules pulmonaires, assemblages de petits sacs remplis d'air appelés alvéoles pulmonaires.
Il ne provient pas de l'entrée d'air dans ces vésicules pulmonaires, qui est totalement silencieuse. En effet, ce phénomène ne provoque pas de turbulences, du fait de la petite dimension et du grand nombre des vésicules pulmonaires. Les vésicules pulmonaires sont juste des résonateurs et ne produisent donc pas directement ce murmure, ce qui explique que dans la nomenclature actualisée d'auscultation pulmonaire, la locution « murmure vésiculaire » a été remplacée par celle de « bruit respiratoire normal » (normal breath sound en anglais).

## Symptomatologie
Une diminution bilatérale de ce bruit marque par exemple un emphysème.
Une abolition de ce bruit marque la présence de liquide (pleurésie) ou d'air (pneumothorax) dans la plèvre. En cas de paralysie diaphragmatique, le murmure vésiculaire est aboli dans la base homolatérale.